# ماكس أكرمان
ماكس أكرمان (بالألمانية: Max Ackermann)‏ هو رسام ألماني، ولد في 5 أكتوبر 1887 في برلين في ألمانيا، وتوفي في 14 نوفمبر 1975 في الغابة السوداء في ألمانيا.

## وصلات خارجية
- الموقع الرسمي
- ماكس أكرمان على موقع مونزينجر (الألمانية)
- ماكس أكرمان على موقع ميوزك برينز (الإنجليزية)
- ماكس أكرمان على موقع ديسكوغز (الإنجليزية)